# Jednostka regionalna Preweza
Jednostka regionalna Preweza (gr. Περιφερειακή ενότητα Πρέβεζας) – jednostka administracyjna Grecji w regionie Epir. Powołana do życia 1 stycznia 2011 w wyniku przyjęcia nowego podziału administracyjnego kraju. W 2021 roku liczyła 54 tys. mieszkańców.
W skład jednostki wchodzą gminy:
- Parga (3),
- Preweza (1),
- Ziros (2).